# A Farewell to Kings
A Farewell to Kings este al cincilea album de studio al trupei canadiene de muzică rock Rush, lansat în 1977. Albumul a fost înregistrat la studiourile Rockfield în Țara Galilor și mixat la studiourile Advision din Londra. 
A Farewell to Kings va deveni primul album Rush distins cu disc de aur în SUA, primind această distinție la doar două luni de la lansare și primind ulterior și discul de platină.
Geddy Lee își cântă partiturile de bas la bas acustic iar păsările auzite pe "A Farewell to Kings" și "Xanadu" au fost înregistrate în afara studiourilor Rockfield. 

## Tracklist
1. "A Farewell to Kings" (Lee, Lifeson, Peart) (5:51)
2. "Xanadu" (11:08)
3. "Closer to the Heart" (Peart, Peter Talbot) (2:53)
4. "Cinderella Man" (Lee) (4:21)
5. "Madrigal" (2:35)
6. "Cygnus X-1" (Lee, Lifeson, Peart) (10:25)

- Toate versurile au fost scrise de Neil Peart cu excepția pieselor notate, toată muzica compusă de  Alex Lifeson și Geddy Lee cu excepția pieselor notate.

## Single-uri
- "Closer to the Heart" (1977)
- "Cinderella Man" (1977)

## Componență
- Geddy Lee - chitară bas, chitară cu 12 coarde, Mini-Moog și sintetizatoare cu pedală bas, voce
- Alex Lifeson - chitară electrică, acustică și clasică, sintetizatoare cu pedală bas
- Neil Peart - tobe, triunghi, clopote tubulare